# Ben 10 : Course contre-la-montre
Pour plus de détails, voir Fiche technique et Distribution.
Ben 10: Course contre la Montre (Ben 10: Race Against Time) est un téléfilm adapté de la série animée Ben 10 créée par Man of Action. Le film a été travaillé sous le titre original de Ben 10 in the Hands of Armageddon. Dirigé par Alex Winter, il est sorti le 21 novembre 2007 aux États-Unis sur Cartoon Network. Il a été classé TV- PG-V pour violence de science-fiction et créatures légèrement effrayantes.
Il présente le final de la série, relatant la fin des vacances du héros et son affrontement avec un ennemi propre au film. Contrairement au dernier épisode de la série (Au Revoir et Bon Débarras), qui est un épisode What if, ce film est considéré comme la vraie fin de la série Ben 10, ce qui signifie que c'est dans sa continuité que se déroule la suite Ben 10: Alien Force.
Cette fin n'est pas vraiment la fin de la première série. En effet, on apprend par Paradoxe que cette aventure est en fait arrivée dans un monde parallèle et non dans la continuité actuelle (épisode : retour de Ben 10000) (série Ben 10 Ultimate Alien).

## Synopsis
Les vacances s'achèvent pour Ben Tennyson, sa cousine Gwen et leur Grand-père Max. À la fin de l'été où Ben a découvert l'Omnitrix tous trois retournent pour la rentrée à leur ville natale de Belwood, au désespoir de Ben, qui doit donc arrêter de jouer les super-héros pour reprendre une vie normale. Cependant, cette fin n'est pas aussi calme qu'il l'aurait cru : Eon, un très ancien extra-terrestre capturé jadis par les Plombiers, s'échappe de sa prison. Il souhaite à présent retrouver Ben, l'Omnitrix et la main d'Armagedon pour un plan destiné à permettre une invasion de son peuple sur Terre.

## Distribution
- Graham Phillips (VF : Sauvane Delanoë) : Ben Tennyson
- Haley Ramm (VF : Chantal Macé) : Gwen Tennyson
- Lee Majors (VF : Marc Alfos) : Grand-père Max
- Christien Anholt (VF : Denis Laustriat) : Eon
- Beth Littleford (VF : Alexandra Garijo) : Sandra Tennyson
- Don McManus (VF : Constantin Pappas) : Carl Tennyson
- Sab Shimono (VF : Marc Perez) : Vieux monsieur
- Aloma Wright (VF : Odile Schmitt) : Mrs. Dalton
- Robert Picardo (VF : Patrick Osmond) : Principal White
- Carlos Alazraqui (VF : Marc Perez) : voix du Tétard Gris
- Dee Bradley Baker : Sauvage (voix) (as Dee Baker)
- Bianca Brockl (VF : Camille Donda) : Candace
- Tyler Foden : (VF : Alexis Tomassian) : J.T.
- David Franklin (VF : Pascal Massix) : voix d'Inferno
- Paige Hurd : Stephanie
- Jeff Jensen : Mr. Hawkins
- Tyler Patrick Jones (VF : Donald Reignoux) : Cash
- Daran Norris (VF : Pascal Massix) : voix d'Incassable
- Andrew John Ferguson : Cycliste
- Mitch Watson : Stage Manager (uncredited)